# Ambrose Olsen
Pour les articles homonymes, voir Olsen.
Ambrose Olsen, né le 27 novembre 1984 à Homer (Alaska) et mort le 22 avril 2010 à New York, est un mannequin américain.
Il était connu surtout pour sa publicité Armani Exchange en 2007. Il  travaillait aussi pour plusieurs autres marques comme TNT, Hugo Boss, Dolce&Gabbana, YSL, Louis Vuitton, Burberry, Giorgio Armani Extreme Attitude,. Il avait aussi défilé pour Alexandre Herchcovitch, Kim Jones et autres. Il avait aussi figuré en couverture du magazine français Têtu.
Olsen s'est suicidé en avril 2010,.

## Campagnes publicitaires
- Hugo Boss avec Raquel Zimmermann (2003)
- D&G à la demande de Steven Klein (2005)
- Nautica print ads (2006)
- Dior Homme skin care (2006)
- Armani Exchange (2007)
- Extreme Attitude fragrance by Giorgio Armani (contrat) (2009)